# حزب الحياة الاردني
حزب الحياة الأردني حزب سياسي أردني تأسس بتاريخ 19 شباط 2008. قيادة الحزب هي بشخص الأمين العام له وهو عبدالفتاح الكيلاني بعد أن تنحى منشأ الحزب ظاهر عمرو وهو رجل أعمال. يُصنف الحزب على أنه حزب وسط قريب من الحكومة، شارك الحزب بالانتخابات البلدية والنيابية (البرلمانية) في الأردن، لم يفز بأي منها.